# Golubić
Golubić je selo u Zadarskoj županiji. 

## Uprava
Upravnom organizacijom dijelom je Grada Obrovca.

## Povijest
Selo je bilo naseljeno još u starohrvatsko doba, o čemu svjedoči starohrvatsko groblje kraj pravoslavne crkve te komadi crkvenoga namještaja koji su iz prijelaza 9. na 10. stoljeće. Još su stariji nalazi zlatna nakita iz početka 7. stoljeća, koji su se pokazali vrijednim kad se sastavljalo kronologiju starohrvatskih spomenika.
U zaseoku Šimići je podignuta spilja Gospe Lurdske. Oštećena je tijekom drugog svjetskog rata, a popravljena je tek 27 godina poslije rata i to tek djelomično. Pobunjeni Srbi su ju opustošili za vrijeme velikosrpske pobune i agresije na Hrvatsku 1990-ih. Nakon oslobođenja, spilja je očišćena, ali ne i obnovljena.
Selo je imalo ulogu u agresiji na Hrvatsku. 5. travnja 1991. srpska tajna služba je u sklopu Operacije Proboj-1 ovdje prvi srpski teroristički centar za uvježbavanje, a radi onemogućavanja uspostave hrvatske države i pripremanja terena za ostvaraenje Velike Srbije.

## Stanovništvo
| broj stanovnika | 357   | 428   | 483   | 489   | 573   | 682   | 639   | 720   | 663   | 704   | 674   | 595   | 505   | 478   | 36    | 132   | 101   |
|                 | 1857. | 1869. | 1880. | 1890. | 1900. | 1910. | 1921. | 1931. | 1948. | 1953. | 1961. | 1971. | 1981. | 1991. | 2001. | 2011. | 2021. |

## Spomenici i znamenitosti
- spilja Gospe Lurdske, zaselak Šimići
- spomenik graditeljstva Kudin most
- arheološko područje/lokalitet
  - Babin Grad
  - Gradina kod Bilića
  - Gradina kod Krnjeze[6]

- pravoslavna crkva sv. Stefana iz 1462. godine[7]

Nalaz predromaničkog epigrafičkog ulomka upućuje i na postojanje ranosrednjovjekovne crkve s titularom Svete Marije na istom mjestu. Preoblikovanje i nadogradnja srednjovjekovne crkve dogodila se u postturskom razdoblju kada je ona namijenjena pravoslavnoj crkvenoj liturgiji.

## Poznate osobe
- Milan Damjanović, nogometaš